# Mac OS 9
Mac OS 9 – ostatnia wersja klasycznej serii systemu Mac OS, wprowadzony 23 października 1999. Następca systemu Mac OS 8. Wraz z Mac OS 9 wprowadzono m.in. Keychain, CarbonLib, Sherlock 2, obsługę UNIXowych systemów plików.

## Historia wydań
| Wersja | Wydany               | Zmiany                                                                                              | Nazwa kodowa | Cena                   |
| ------ | -------------------- | --------------------------------------------------------------------------------------------------- | ------------ | ---------------------- |
| 9.0    | 23 października 1999 | Pierwsze wydanie                                                                                    | Sonata       | 99 USD                 |
| 9.0.2  | Luty 2000            | Naprawa błędów.                                                                                     | N/A          | Wraz z komputerami Mac |
| 9.0.3  | Marzec 2000          | Naprawa błędów.                                                                                     | N/A          | Wraz z komputerami Mac |
| 9.0.4  | 4 kwietnia 2000      | Poprawa obsługi USB i FireWire oraz innych błędów.                                                  | Minuet       | Darmowa aktualizacja   |
| 9.1    | 9 stycznia 2001      | Nagrywanie płyt oraz menu "Okno" w Finderze.                                                        | Fortissimo   | Darmowa aktualizacja   |
| 9.2    | 18 czerwca 2001      | Najsłabszy obsługiwany procesor – PPC G3. Poprawione wsparcie oraz szybkość dla środowiska Classic. | Moonlight    | Wraz z komputerami Mac |
| 9.2.1  | 21 sierpnia 2001     | Poprawa błędów.                                                                                     | Limelight    | Darmowa aktualizacja   |
| 9.2.2  | 5 grudnia 2001       | Poprawa błędów, zakończenie rozwoju systemów klasycznej serii Mac OS.                               | LU1          | Darmowa aktualizacja   |